# Терме Ердінг

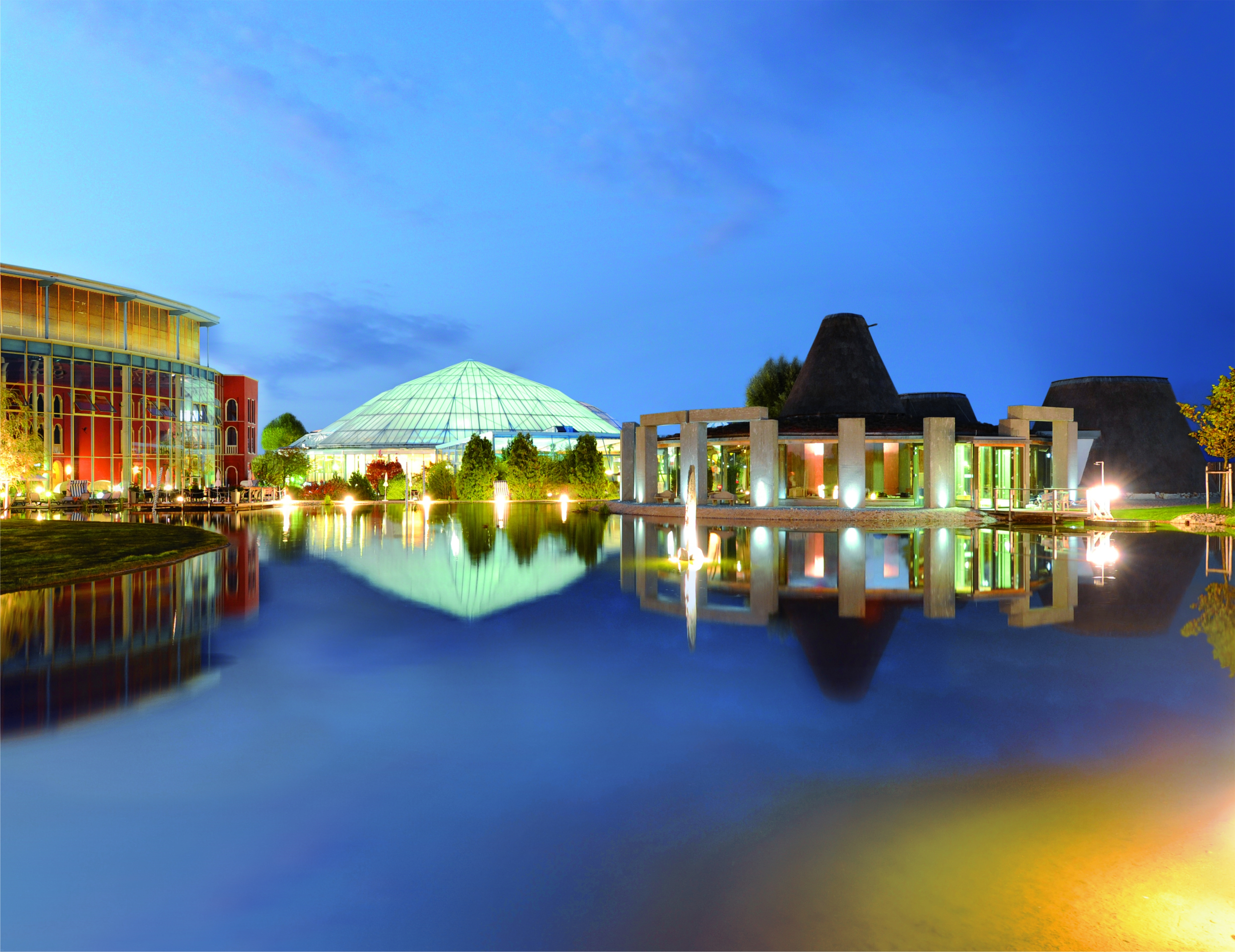
Зовнішній вигляд на Thermenparadies (термальний рай)

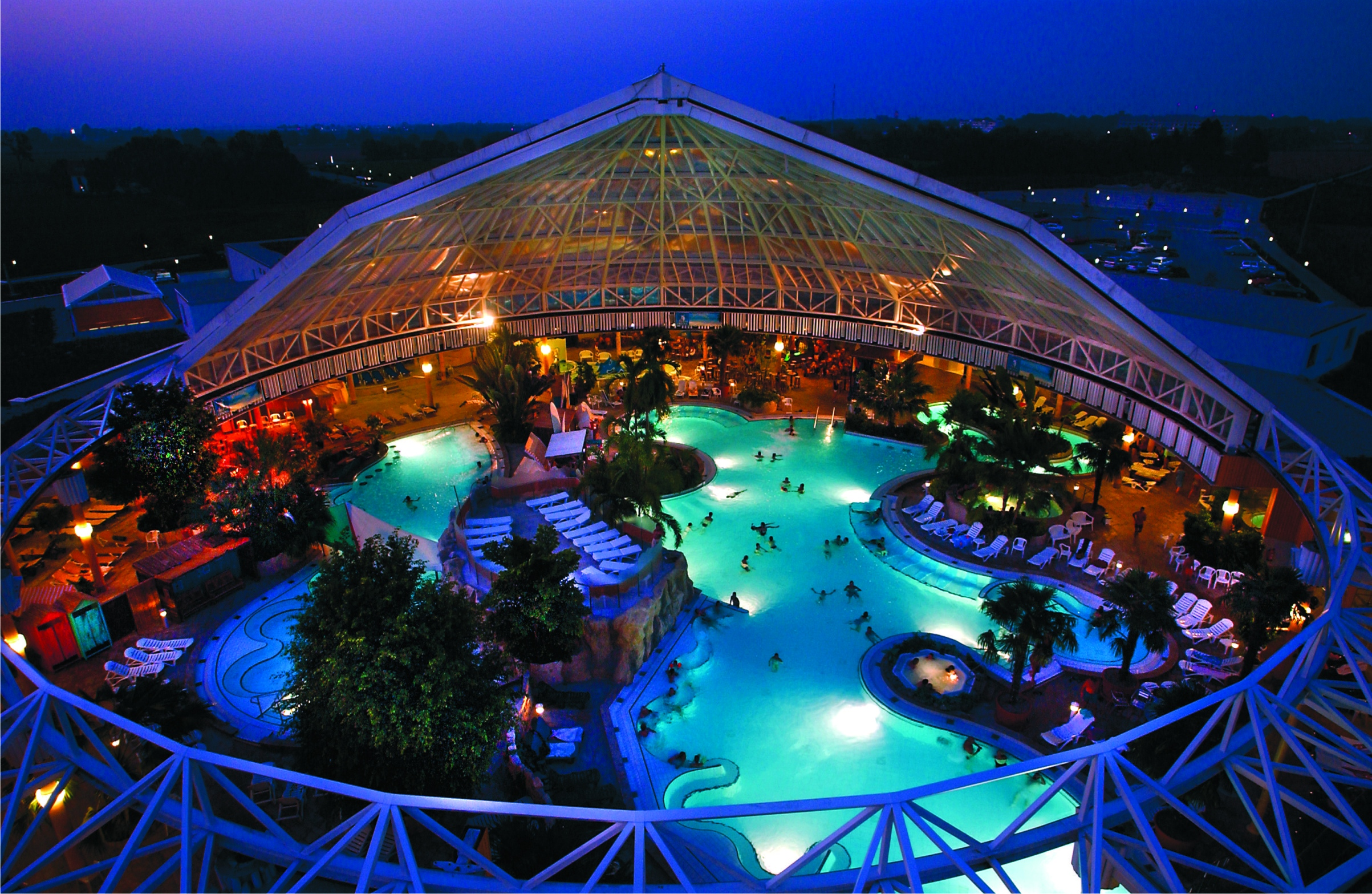
Сауна, «Thermenparadies» і «Stonehenge»

Терме Ердінг (нім. Therme Erding) — знаходиться в місті Ердінг займаючи площу 14,5 гектарів, є найбільшим термальним курортом Європи. Щодня його відвідують близько 4000 людей.